# Alexander Otto Weber
Alexander Otto Weber (* 15. April 1868 in Dresden; † 13. Dezember 1939 in Berlin) war ein deutscher Schriftsteller.

## Leben
Alexander Otto Weber war der Sohn des Industriellen Otto E. Weber. Der junge Weber besuchte das Köllnische Gymnasium in Berlin und das Realgymnasium in Lübben. Anschließend war er als Kaufmann in Hamburg und London tätig. Später übernahm er die Leitung des väterlichen Unternehmens. 1894 heiratete er eine Amerikanerin; 1896 wurde die Ehe geschieden; 1897 heiratete das Paar zum zweiten Mal, 1899 erfolgte die endgültige Scheidung. Nach dem Ausscheiden aus dem väterlichen Betrieb und einer von Geldsorgen geprägten Zeit begann Weber 1903 eine Karriere als freier Schriftsteller. 1910 heiratete er Antonie von Schoenebeck, die Witwe eines Offiziers, der 1907 von einem ihrer Liebhaber in der sogenannten Allenstein-Affäre getötet worden war. Antonie von Schoenebeck stand als Anstifterin vor Gericht, ihr Prozess endete aufgrund eingetretener Verhandlungsunfähigkeit ohne Verurteilung. Weber leitete in Berlin einen Verlag; 1927 heiratete er ein weiteres Mal. Nach der nationalsozialistischen Machtergreifung im Jahre 1933 standen einige seiner Werke auf der von den neuen Machthabern herausgegebenen „Liste des schädlichen und unerwünschten Schrifttums“.  1939 starb er an Krebs mit Darmverschluss im Gertrauden-Krankenhaus in Wilmersdorf. Zuletzt lebte er im selben Bezirk in der Fasanenstraße 61.
Alexander Otto Weber war in erster Linie Verfasser von seinerzeit erfolgreichen satirischen Prosatexten und Gedichten; daneben schrieb er auch Kinderbücher und Theaterstücke.

## Werke
- Herren-Abend-Vorträge, Berlin 1903
- Mixed pickles, Berlin 1904
- Ohne Maulkorb, München 1904
- Berlin und der Berliner, Berlin 1905
- Cornichons, Berlin 1905
- Fetisch-Haß, Berlin 1906
- Frech und froh!, Leipzig 1906
- Kammersänger Knille, Leipzig 1906
- Durch die Lupe, Leipzig 1907
- Nur nicht heiraten!, Berlin 1907
- Das Salz der Erde und andere Satiren, Leipzig 1907
- Graf Schim von Panse!, Berlin 1908
- Mehr Licht!, Berlin 1908
- Der Bürgermeister von Lennihn, Berlin 1909
- Carmen, Berlin 1909
- Ohne Feigenblatt, Berlin 1909
- Gereimte Satiren, Berlin 1910
- Der Gesundbeter, Berlin 1910
- Satyr lacht -, Berlin 1910
- Skalpierte Köpfe, Berlin 1910
- Die uns das Reisen verleiden, Berlin 1910
- Der gefesselte Spötter, Halle a.S. 1911
- Lieber ins Zuchthaus als entmündigt!, Berlin 1912
- Hans und Fritz, Berlin 1913
- Indiskretionen, Berlin 1914
- Tolle Bubenstreiche, Stuttgart 1914
- Humor und Becher, zwei Sorgenbrecher, München [u. a.] 1915
- Gesammelte Satiren 1903–1913, Halle a.S.
  - 1 (1916)
  - 2 (1917)
  - 3. Erotika, 1918
  - 4. Politika, 1919
- Die Lästerallee, Halle 1917
- Mit verhängten Zügeln, Halle a.S. 1917
- Wenn Mars regiert!, Berlin [u. a.]
  - 1 (1917)
  - 2 (1918)
- Nicht für jeden, Halle a.S. 1918
- Sextaner Meyer?, Saalfeld i. Thür. 1918
- Theobald und Kunigunde, Berlin 1919
- Vor und nach der Revolution, Leipzig 1919
- Aus meinem Hausgärtchen, Pößneck [u. a.] 1920
- Franz und Fränze, Berlin 1920
- Leckerbissen aus A. O. Webers Schriften, Pößneck [u. a.] 1920
- O diese Jungens!, Berlin 1920
- O diese Mädels!, Berlin 1920
- Das große Buch der lustigen Kinderstreiche, Berlin-Schöneberg 1922
- Vater, Mutter, Max und Liese oder Die Sommerreise, Berlin 1922
- Kann man nur einmal lieben?, Leipzig 1924
- Närrisches Allzunärrisches, Leipzig 1924
- O diese Frauen!, Leipzig 1924
- O diese Männer!, Leipzig 1924
- Ich beiße, Berlin 1926
- Ungeschminkt, Berlin 1926
- Frank und frei!, Berlin 1927
- Nicht für Mucker, Berlin 1928